# CF Pachuca
Pachuca Club de Fútbol este un club de fotbal mexican cu sediul în Pachuca, Hidalgo. În ultima perioadă, clubul a fost unul dintre cele mai de succes cluburi din Mexic, câștigând șapte campionate naționale, șase Liga Campionilor CONCACAF, SuperLiga 2007 și o Copa Sudamericana în 2006. Pachuca a fost primul club mexican care a câștigat un turneu CONMEBOL. Echipa este membru fondator al Primera Division de Mexico.

## Lotul actual
La 16 ianuarie 2025.
| Nr. |           | Poziție | Jucător                                       |
| --- | --------- | ------- | --------------------------------------------- |
| 2   | Argentina | F       | Sergio Barreto                                |
| 3   | Mexic     | F       | Alonso Aceves                                 |
| 4   | Brazilia  | F       | Eduardo Bauermann                             |
| 5   | Mexic     | M       | Pedro Pedraza                                 |
| 6   | Uruguay   | M       | Santiago Homenchenko                          |
| 7   | Mexic     | M       | Emilio Rodríguez                              |
| 8   | Mexic     | M       | Bryan González                                |
| 9   | Mexic     | A       | Illian Hernández                              |
| 10  | Brazilia  | A       | John Kennedy (împrumutat de la Fluminense)    |
| 11  | Maroc     | A       | Oussama Idrissi                               |
| 13  | Mexic     | P       | Carlos Rodas                                  |
| 14  | Mexic     | M       | Alfonso González (împrumutat de la Monterrey) |
| 15  | Mexic     | M       | Israel Luna                                   |

| Nr. |           | Poziție | Jucător                  |
| --- | --------- | ------- | ------------------------ |
| 19  | Mexic     | M       | Javier Eduardo López     |
| 22  | Argentina | F       | Gustavo Cabral (căpitan) |
| 23  | Venezuela | A       | Salomón Rondón           |
| 24  | Mexic     | F       | Luis Rodríguez           |
| 25  | Mexic     | P       | Carlos Moreno            |
| 26  | Mexic     | M       | Alan Bautista            |
| 27  | Mexic     | A       | Owen González            |
| 28  | Mexic     | M       | Elías Montiel            |
| 31  | Mexic     | P       | José Eulogio             |
| 32  | Mexic     | F       | Carlos Sánchez           |
| 33  | Ecuador   | F       | Andrés Micolta           |
| 35  | Mexic     | F       | Jorge Berlanga           |

## Palmares

### Național

#### Profesioniști
- Primera División de México: 7

Invierno 1999, Invierno 2001, Apertura 2003, Clausura 2006, Clausura 2007, Clausura 2016, Apertura 2022.
- Primera División A: 2

1995-96, Invierno 1997.
- Segunda División de México Cup: 1

1965-66.
- Segunda División B de México: 1

1987-88.

#### Amatori
- Campeonato del Distrito Federal: 3

1904-05, 1917-18, 1919-20.

#### Internațional
- CONCACAF Champions' Cup / Champions League: 6

2002, 2007, 2008, 2010, 2017, 2024.
- North American SuperLiga: 1

2007.
- Copa Sudamericana: 1

2006.
- FIFA Derby of the Americas: 1

2024
- FIFA Challenger Cup: 1

2024

#### Alte turnee
- Copa Tower: 2

1907-08, 1911-12
- Copa Pachuca: 3

2000, 2004, 2009
- Carlsberg Cup: 1

2008
- Copa Amistad: 1

2008

## Antrenori notabili
- Rubén Omar Romano
- Carlos Trucco
- Javier Aguirre
- Enrique Meza
- Alfredo Tena
- José Luis Trejo
- Víctor Manuel Vucetich

## Fotbaliști notabili
| - Alberto Pollo Castillo - Damián Álvarez - Darío Cvitanich - Eduardo Fuentes - Christian Giménez - Alejandro Glaría - Pablo Hernán Gómez - Ignacio González - Bruno Marioni - Javier Muñoz Mustafá - Guillermo Rivarola - Walter Silvani - Carlos Trucco - Christian Corrêa Dionisio - Claudio Da Silva - Rodrigo Pérez | - Miguel Ángel Calero - Andrés Chitiva - Aquivaldo Mosquera - Franky Oviedo - Luis Gabriel Rey - Rolando Fonseca - Hernán Medford - Roy Myers - Iván Hurtado - Milton "Tyson" Núñez - Juan Pablo Alfaro - Marcelino Bernal - Jared Borgetti - Gabriel Caballero | - Juan Carlos Cacho - Jaime Correa - Francisco Gabriel de Anda - Benjamín Fal - Ismael Herrera - Joel Huiqui - Luis Ángel Landín - Leobardo López - Rafael Márquez Lugo - Ulises Mendivil - Jesús Palacios - Fausto Pinto - Alberto Rodríguez - Gerardo Rodríguez - Sergio Santana | - Antonio Torres Servín - Octavio Valdéz - Cesareo Victorino - Blas Perez - Edgar Benítez - Hugo Brizuela - Nelson Cuevas - José Francisco Torres - Gabriel Álvez - Richard Núñez - Juan Arango |